# Число Шмидта
Число Шмидта ({\displaystyle \mathrm {Sc} }) — безразмерное число, показывающее соотношение интенсивностей диффузии импульса (то есть вязкость) и диффузии вещества, то есть характеризует относительную роль молекулярных процессов переноса количества движения и переноса массы примеси диффузией. Оно является критерием подобия для течений жидкости, в которых наблюдаются одновременно как переносы вещества (обычно примеси), так и вязкие эффекты.
По одной версии число было названо в честь немецкого инженера Эрнста Шмидта, по другой — в честь австрийского геофизика Вильгельма Матеуса Шмидта.
Число Шмидта равно отношению коэффициентов кинематической вязкости к коэффициенту диффузии вещества (или коэффициенту массопереноса). Оно также равно отношению толщин гидродинамического пограничного слоя и слоя массопереноса.
Определение числа Шмидта  в виде формулы:
{\displaystyle \mathrm {Sc} ={\frac {\nu }{D}},}
где:
- {\displaystyle \nu } — кинематическая вязкость, м2·с−1;
- {\displaystyle D} — коэффициент диффузии, м2·с−1.

Таким образом, его величина показывает, насколько импульс переносится эффективнее вещества.
В совершенных газах {\displaystyle \mathrm {Sc} =1}, так как {\displaystyle \nu =D}; в реальных газах оно может отличаться от 1 на десятки процентов. В жидкостях оно порядка 1 000, в жидких металлах порядка 10.
Аналог числа Шмидта для переноса тепла — число Прандтля. В связи с этим число Шмидта часто называют диффузионным числом Прандтля и обозначают {\displaystyle \mathrm {Pr} _{D}}.